# Ritzingen
Ritzingen (toponimo tedesco) è una frazione del comune svizzero di Goms, nel Canton Vallese (distretto di Goms).

## Storia

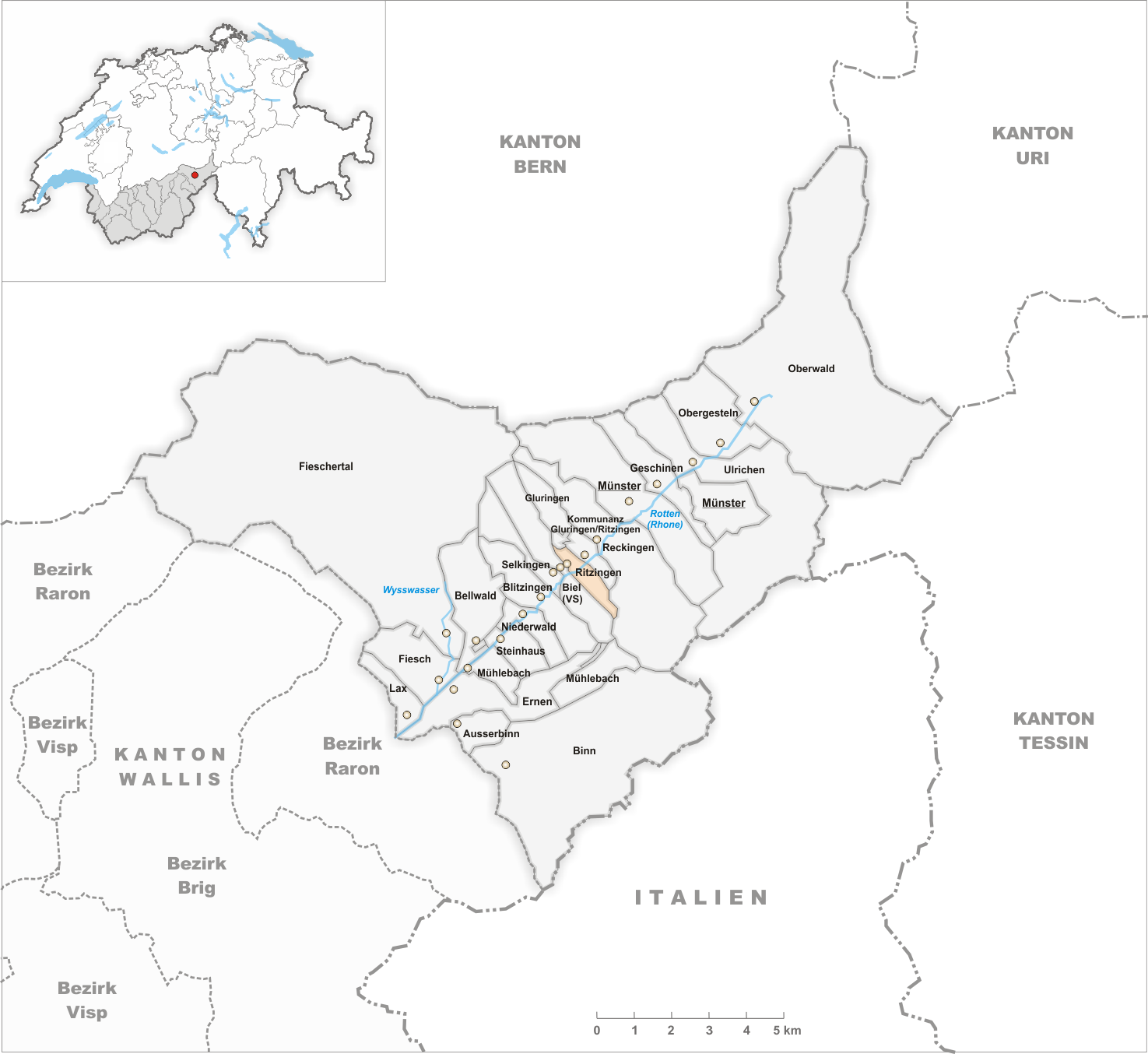
Il territorio del comune di Ritzingen prima degli accorpamenti comunali del 2000

Già comune autonomo, nel 2000 è stato accorpato agli altri comuni soppressi di Biel e Selkingen per formare il nuovo comune di Grafschaft, il quale a sua volta nel 2017 è stato accorpato agli altri comuni soppressi di Blitzingen, Münster-Geschinen, Niederwald e Reckingen-Gluringen per formare il nuovo comune di Goms.

## Monumenti e luoghi d'interesse

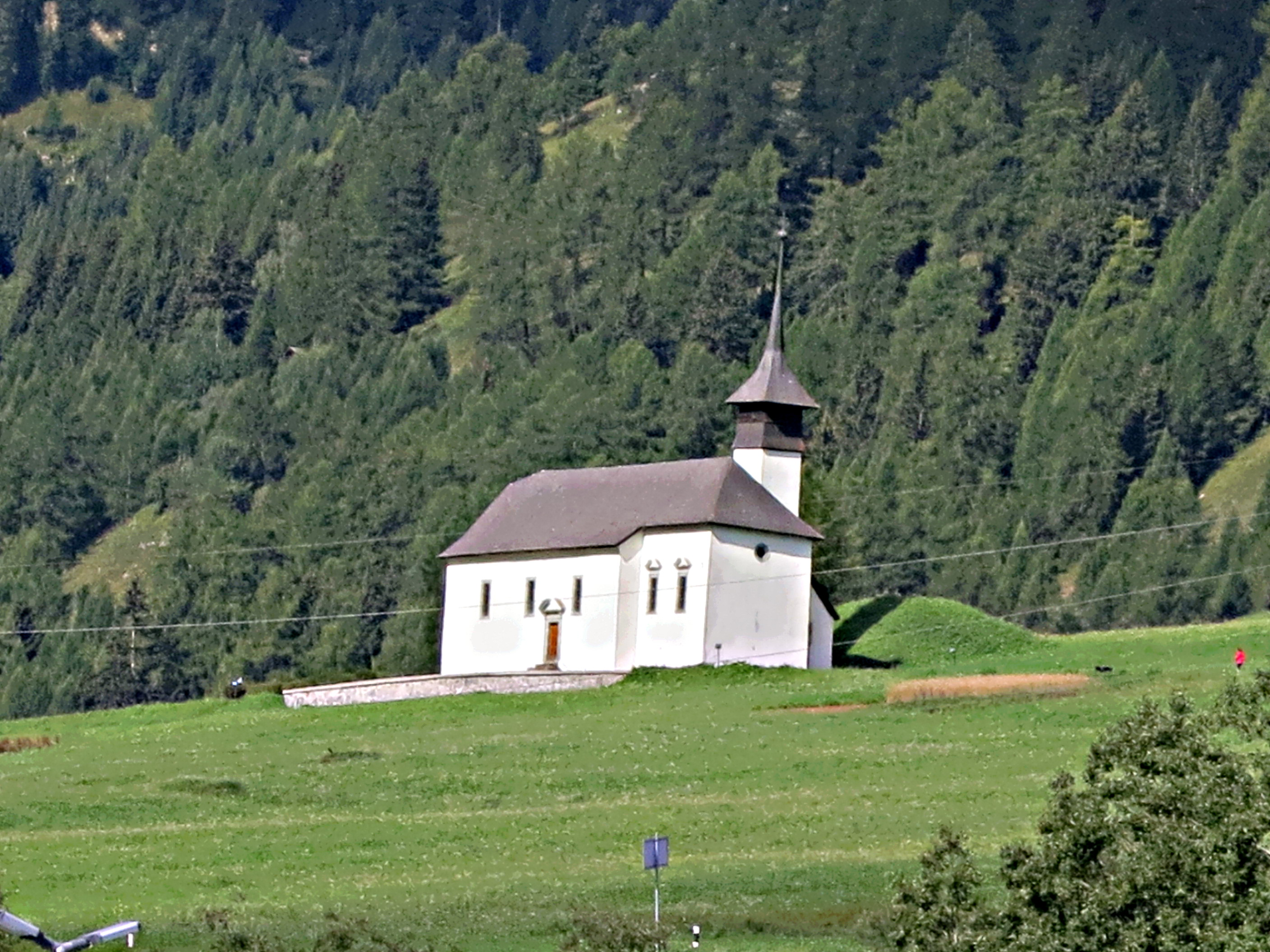
La cappella di Nostra Signora

- Cappella di Nostra Signora, eretta nel XV secolo e ricostruita nel XVII secolo[1].

## Società

### Evoluzione demografica
L'evoluzione demografica è riportata nella seguente tabella:
Abitanti censiti

## Amministrazione
Ogni famiglia originaria del luogo fa parte del cosiddetto comune patriziale e ha la responsabilità della manutenzione di ogni bene ricadente all'interno dei confini della frazione.